# Канарейкин, Георгий Васильевич
Георгий Васильевич Канарейкин (1 сентября 1950, Череповец, Вологодская область — 9 февраля 2023, Москва) — заслуженный мастер спорта СССР (хоккей с мячом), шестикратный чемпион мира.

## Биография
Начинал играть в архангельской детской команде «Спартак». В 1967 году перешёл в «Водник», а спустя год — в «Динамо» (Москва). Также играл за новосибирский «Сибсельмаш». Семикратный чемпион СССР.
Привлекался в сборную СССР, в составе которой шесть раз становился чемпионом мира.
Также играл в хоккей на траве за московское «Динамо».

## Тренерская карьера
Тренировал «Строитель» (Сыктывкар) и «Динамо» (Москва). До последних дней жизни работал администратором «Динамо» и тренером в школе.

## Достижения

### Хоккей с мячом
— Чемпион СССР — 1969, 1970, 1972, 1973, 1975, 1976, 1978 

 — Серебряный призёр чемпионата СССР — 1971, 1974, 1977 

 — Обладатель Кубка европейских чемпионов — 1976, 1977, 1979 

В списке 22 лучших игроков сезона входил 11 раз — 1969, 1970, 1971, 1972, 1973, 1975, 1976, 1977, 1978, 1979, 1980. 

Лучший нападающий сезона — 1975 

 — Чемпион мира — 1969, 1971, 1973, 1975, 1977, 1979 

В составе символической сборной чемпионата мира — 1973, 1975.